# Rauchzeichen

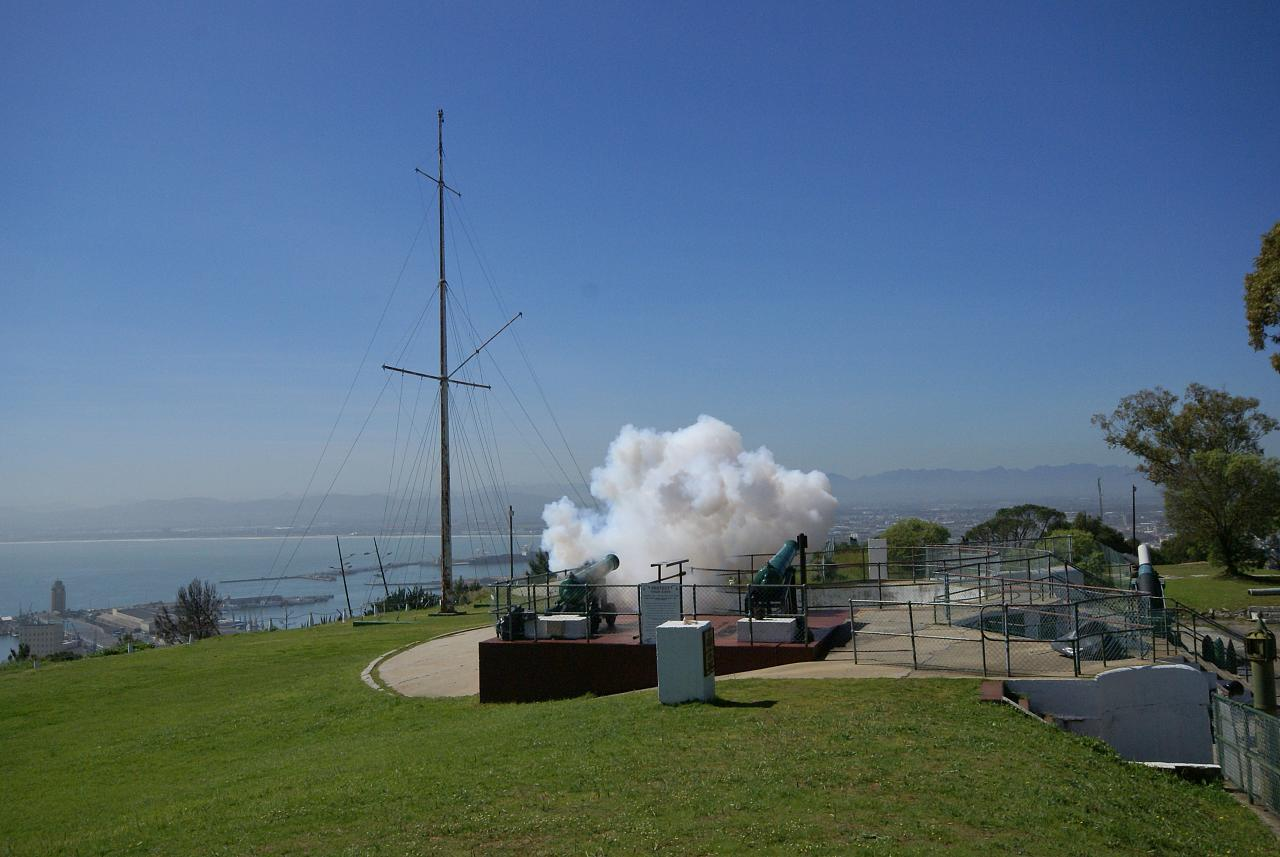
Noon Gun in Kapstadt seit 1806

Rauchzeichen sind eine einfache Form der Fernkommunikation, genauer der optischen Telegrafie, bekannt geworden besonders durch die Anwendung bei den indigenen Stämmen Nordamerikas.
Neben den gewollten Rauchzeichen zur Kommunikation kann man jegliche Rauchbildung (sowohl natürliche als auch künstliche) als Zeichen lesen, die unser Handeln beeinflussen. So kann z. B. eine starke Rauchentwicklung bei Waldbränden Veranlassung sein, seinen Aufenthaltsort zu ändern.

## Geschichte

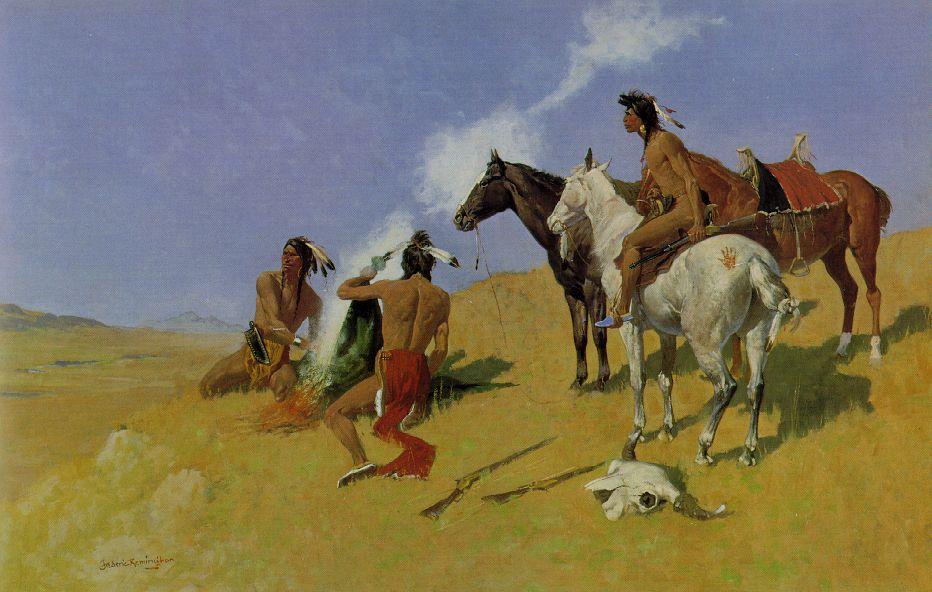
Frederic Remington: Rauchzeichen der Indianer

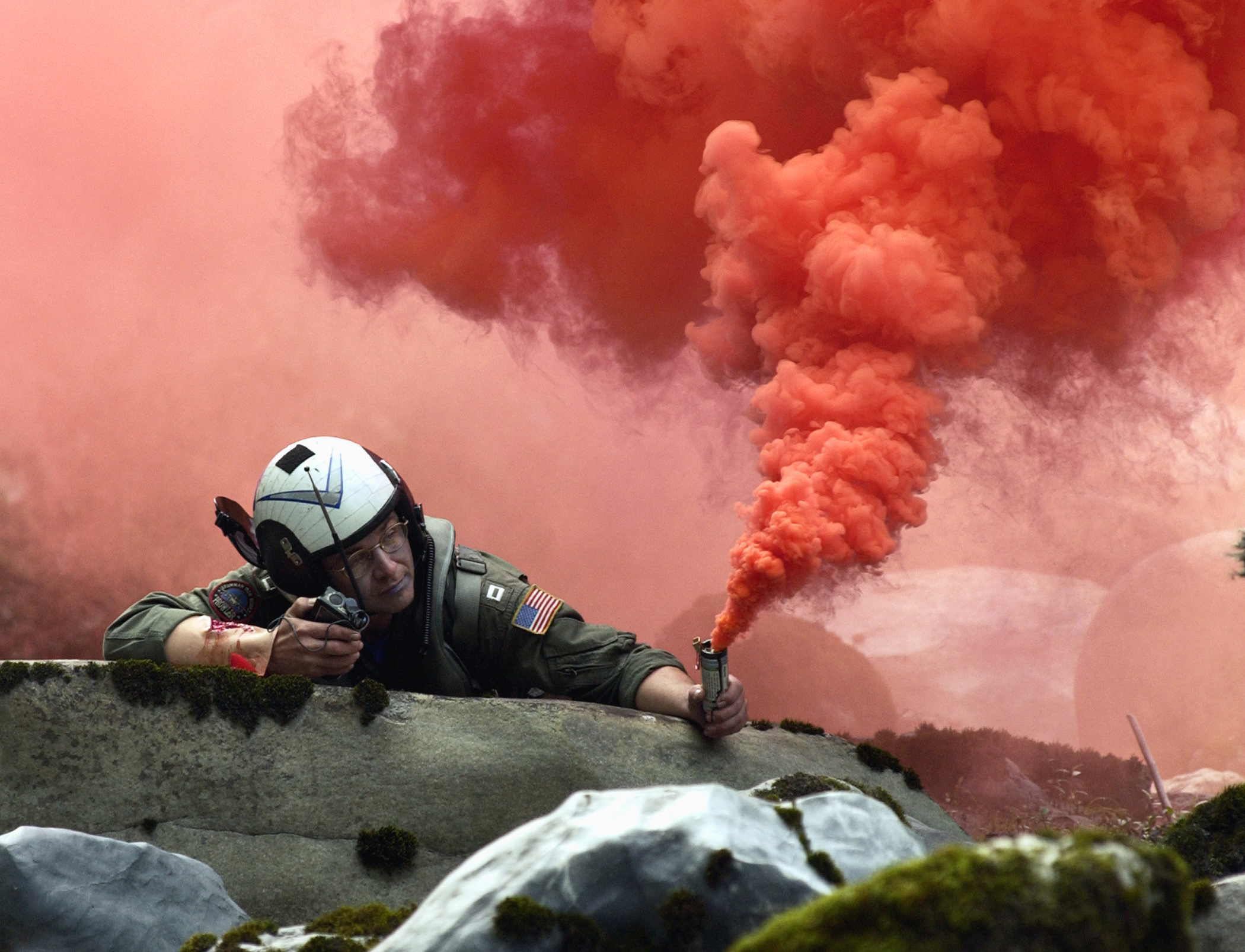
Rauchzeichen als Notsignal

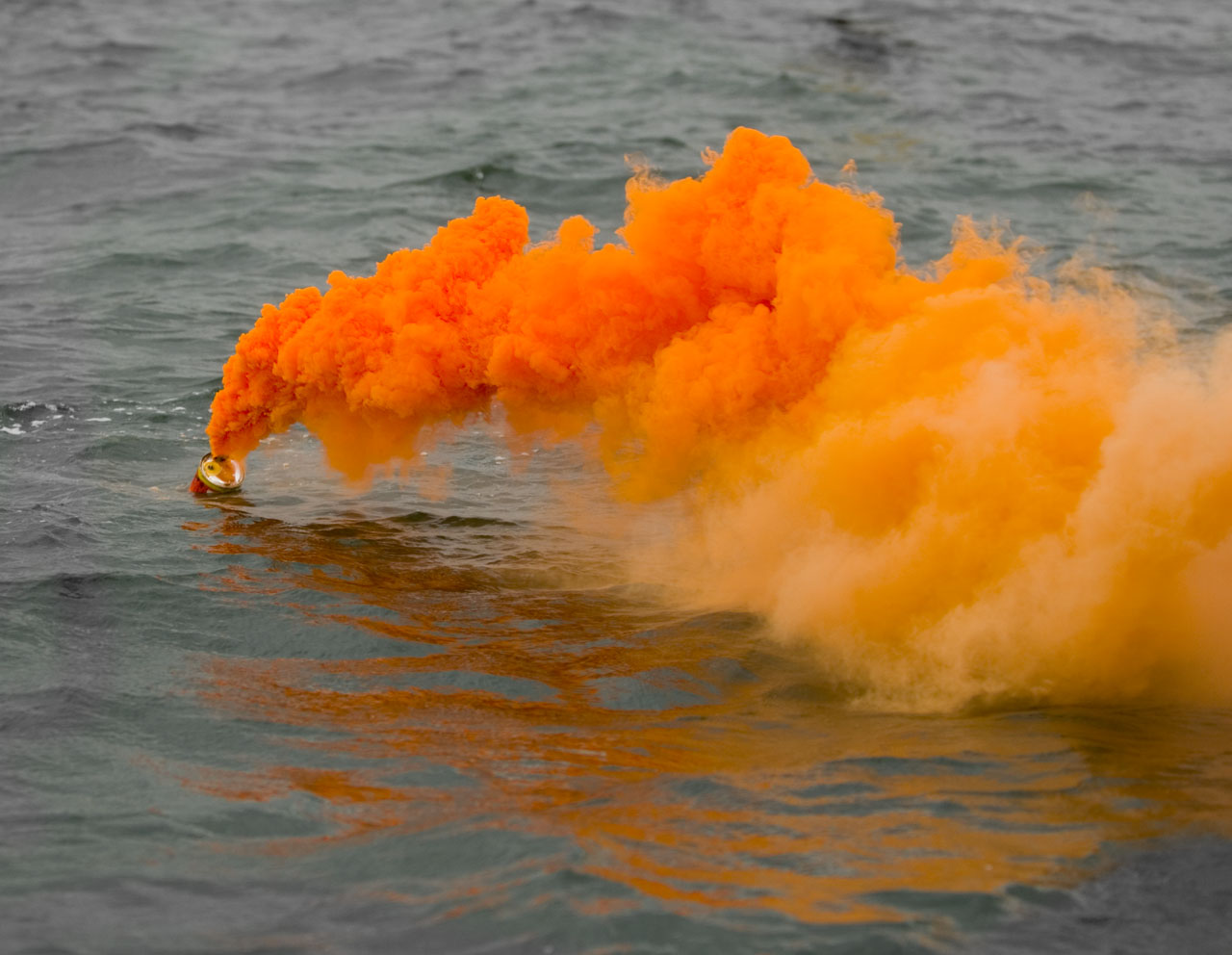
Rauchboje

Um die dazu benötigten Rauchwolken zu erhalten, setzten nordamerikanische Ureinwohner dem offenen Feuer in der Regel nasses Gras zu. Anschließend wurde die nun stark qualmende Feuerstelle mit einer Decke abgedeckt. Der sich sammelnde Rauch wurde in bestimmten Abständen freigesetzt, so dass eine Zeichenfolge von „Rauch“ und „Nichtrauch“ entstand, ähnlich wie beim Morsen, denen unterschiedliche Bedeutungen zugeteilt wurden. Andere Unterscheidungsmerkmale waren die unterschiedliche Größe der einzelnen Wolken sowie die Farbe, die durch die Wahl der rauchbildenden Feuerbeigaben beeinflusst wurden. Die Übertragungsrate von Rauchzeichen soll bis zu 8 Zeichen pro Minute betragen.
Doch nicht nur die Ureinwohner Amerikas verständigten sich mittels Rauchzeichen. So wurden beispielsweise in der Antike des Abendlandes und im alten China Rauchzeichen zu militärischen Zwecken benutzt.

## Beispiele
- In der katholischen Kirche hat sich bei der Papstwahl die Tradition erhalten, den Wahlausgang der Wahl durch ein Rauchzeichen zu signalisieren: Steigt schwarzer Rauch auf, so war der letzte Wahlgang ergebnislos – bei weißem Rauch wurde ein neuer Papst gewählt.[3]
- Nach dem aufsteigenden Geschützrauch der (bis heute) mittäglich abgefeuerten Noon Gun in Kapstadt regulierten einst die umliegenden Schiffe ihre Zeitmessgeräte.
- Signalpistolen feuern zu bestimmten Zwecken Rauchpatronen.
- Zur Kommunikation mit Lufteinheiten werden im militärischen Bereich, je nach Situation, Rauchgranaten verwendet.
- Rote und orange Rauch- und Nebelsignale, z. B. durch Rauchbojen, dienen in der Schifffahrt  als Notsignale.